# Antarctic Search for Meteorites program

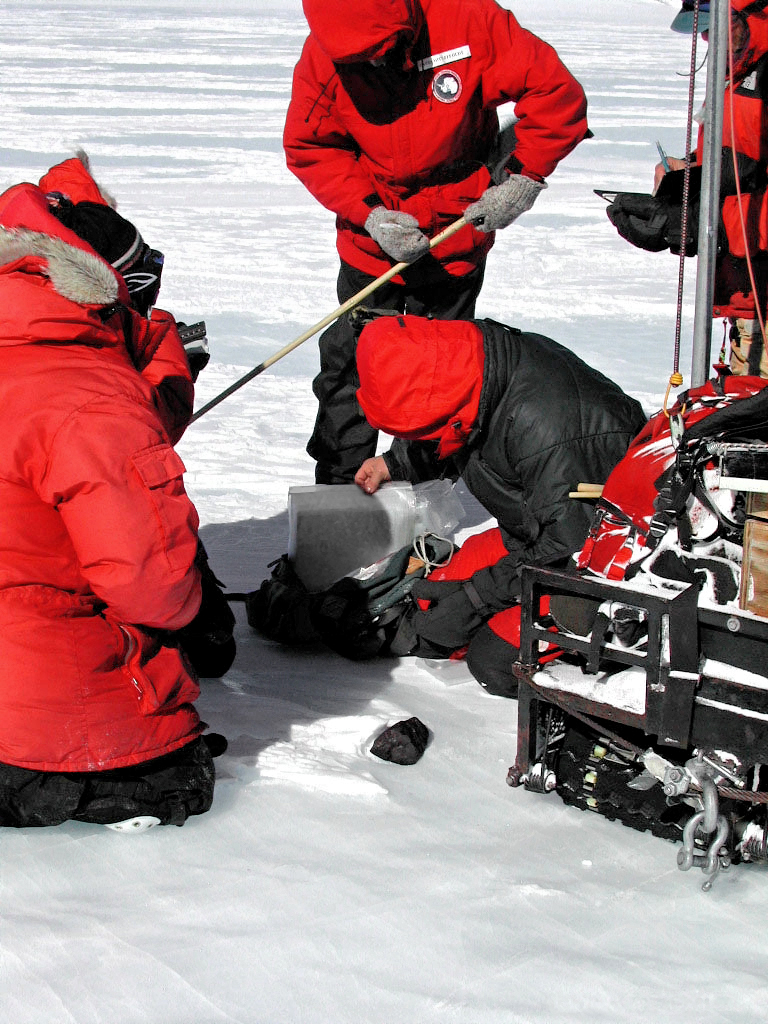
Bergung eines Meteoriten in der Antarktis (2001/2002)

Das Antarctic Search for Meteorites program (ANSMET) (Programm zur Suche von Meteoriten in der Antarktis) ist ein Programm zum Auffinden von Meteoriten in der Antarktis. Das Programm wird durch das Office of Polar Programs der U.S. National Science Foundation und von der Solar System Exploration Division der NASA finanziert. Es wurde im Jahr 1976 unter der Leitung von William A. Cassidy von der University of Pittsburgh gestartet. In zahlreichen Feldforschungskampagnen wurden inzwischen weit mehr als 20.000 Fundstücke gemacht. Diese Fundstücke sind eine kontinuierliche und wissenschaftlich verlässliche Quelle für makroskopisches extraterrestrisches Material.
Siehe auch: Geschichte der Astronomie und Astrophysik in der Antarktis